# Pakubuwono XII van Surakarta

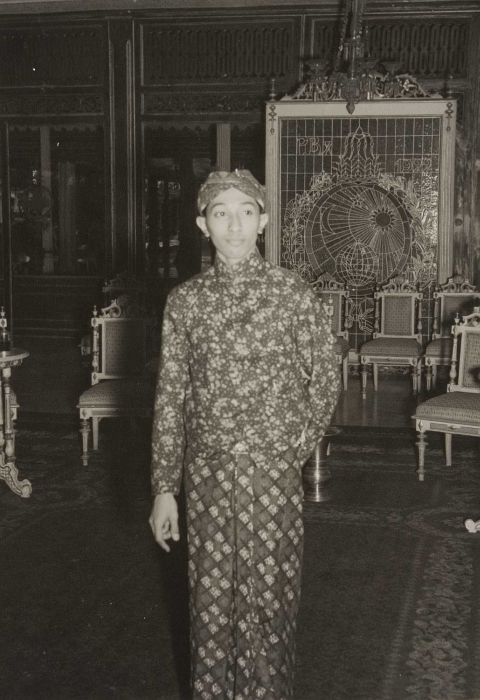
Pakubuwono XII

Pakubuwono XII van Surakarta (1925-2004), officieel "Z.P.H. Sampeyan Dalam ingkang Sinuhun ingkang Minula saha ingkang Wijaksana Kanjeng Susuhunan  Prabhu Sri Paku Buwono XII Senapati ing Alaga 'Abdu'l-Rahman Saiyid ud-din Panatagama [Hamardika], Susuhunan  van Surakarta" geheten werd op 14 april 1925 als derde zoon van de elfde susuhunan en diens derde vrouw Ratu Paku Buwana XI geboren in de kraton van Surakarta. Zijn vader Pakubuwono XI verwekte bij zijn vier vrouwen zes zoons en zes dochters. Hij kreeg als prins de naam "Bandara Radin Mas Suriya Guritna". In 1939 werd hij verheven tot "Bandara Kanjeng Pangeran Arya Ngabehi". Na de dood van zijn grootvader en vlak voordat Surakarta in de zomer van 1945 als zelfbesturend sunanaat werd opgeheven als zelfbesturend rijk werd hij tot troonopvolger met de naam "Kanjeng Gusti Pangeran Adipati Anum Amangku Negara Sudibya Rajaputra Narendra ing Mataram" verheven. Hij was susuhunan van 1945 tot 2000 maar hij regeerde niet. In zijn kraton en in het sociale en culturele leven in Surakarta bleef de susuhunan desondanks een belangrijke rol spelen.
Prins Bandara Radin Mas Suriya Guritna mocht net als zijn vader dat had gedaan naar de Europese lagere school. Nieuw was dat hij ook de HBS in Surakarta en Bandung mocht bezoeken. Sommigen van zijn broers en ooms mochten in Nederland studeren maar dat werd de troonopvolger niet toegestaan. De jonge vorst volgde een militaire opleiding aan de Hogere Krijgsschool van het Koninklijk Nederlandsch-Indisch Leger.
Na de dood van de inmiddels machteloze elfde susuhunan werd Pakubuwono XII desondanks zoals gebruikelijk met de keizerskroon van Surakarta gekroond. In de Tweede Wereldoorlog speelden de elfde susuhunan van Surakarta en zijn zoon geen rol van betekenis, anders dan zijn neef Hamengkubuwono IX de Sultan van Yogyakarta die in het naar onafhankelijkheid strevende Indonesië groot gezag wist te verwerven. Toen Pakubuwono XI stierf voor de Japanse overgave aan de geallieerden was de politieke rol van de nakomelingen uit het Huis Kartasura van Surakarta uitgespeeld.
Pakubuwono XII van Surakarta werd in 1946 luitenant-generaal in de Tentara Republik Indonesia, het Republikeinse leger. Hij koos daarmee partij tegen zijn voormalige Nederlandse suzerein. In 1964 hielp Pakubuwono XII, nu als luitenant-kolonel een communistische machtsgreep in Indonesië voorkomen.
De susuhunan ontving een aantal Indonesische onderscheidingen, de Bintang Satya Lencara Pahlawan Gerilya (in 1995), de Dharma Jaya, Negri Sembilan en de Satya Lencana Perang Kemerdekaan. In 1995 benoemde koningin Beatrix hem tot Ridder Grootkruis in de Orde van Oranje-Nassau.
Pakubuwono XII was een moslim en huwde zeven vrouwen. Hij verwekte 15 zoons en 21 dochters en stierf op 11 juni 2004 in zijn kraton. Zijn lichaam werd in het mausoleum in Imagiri bijgezet. In weerwil van de traditie in het Huis Kartatura heeft Pakubuwono XII tijdens zijn leven geen opvolger aangewezen. De oudste zoon van zijn tweede vrouw, Pradapa Ningrum meent dat hij de rechtmatige opvolger is en diens halfbroer de enige zoon van Ratna di-Ningrum die de vierde vrouw van de twaalfde soesoehoenan was. Beiden hebben zich tot Pakubuwono XIII van Surakarta laten uitroepen.

## Opvolging
- Opvolger van Pakubuwono XI van Surakarta
- Opgevolgd door Pakubuwono XIII van Surakarta